# 윤태규
윤태규(1964년 4월 20일 ~ )는 대한민국의 가수이다.

## 음반
- 1989년 1집 - 외로운 고백
- 1990년 2집 - 예감으로 느낀 너의 표정 (예감으로 느낀 너의 표정)
- 1994년 3집 - 부족한 사랑
- 2002년 4집 - 애가 (: A Period Of Lassitude)
- 2005년 5집 - My Way, 너 때문에 살고 싶었어
- 2007년 My Way Remix
- 2009년 Happiness
- 2012년 윤태규 베스트
- 2014년 그놈의 술 / 사랑하러 가자
- 2018년 끝까지 갑시다

## 홍보대사
- 2011년 제2회 광무제무술축제 홍보대사

## 수상
- 2012년 제2회 대한민국 다문화예술대상 10대 예술인상